# Embalse de Villameca
El embalse de Villameca está ubicado en la provincia de León, comunidad autónoma de Castilla y León, España. Su construcción supuso la destrucción de la localidad de Oliegos.
Fue inaugurado en 1947 con el fin de abastecer de agua para el regadío a los pueblos de la zona.

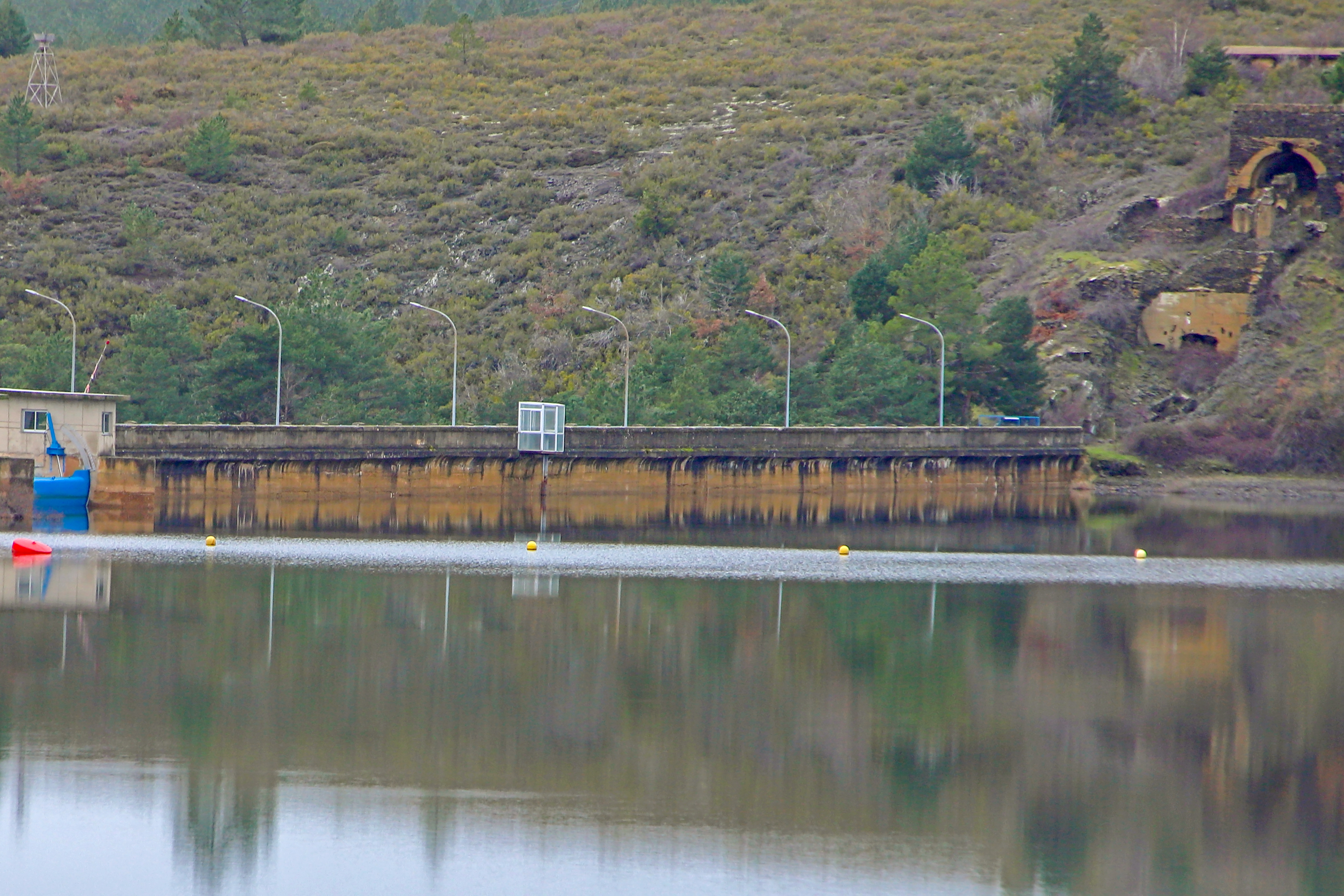
Presa de Villameca